# Карабановский
Карабановский — посёлок в Становлянском районе Липецкой области России.
Входит в состав Ламского сельсовета.

## География
Карабановский расположен юго-западнее посёлка Казанский в излучине реки Семенёк. Восточнее посёлка находится лесной массив.
Через посёлок проходят просёлочные дороги; имеется одна улица: Речная.

## Население
| 2010 |
| ---- |
| 25   |